# Beatriu de Pinós
Beatriu de Pinós   (Principat de Catalunya, 1433 - 1485) baronessa de Milany-Vallfogona, també coneguda com a Beatriu de Pinós-Milany i Ballester, fou una protectora, impulsora i divulgadora del lul·lisme i promotora de l'Estudi General Lul·lià de Mallorca.
El seu interès personal per la promoció del lul·lisme va anar més enllà del mecenatge, ja que en una carta que una amiga li dirigí es parla del "gran plaer com m'han dit que teniu estant al puig de Randa, on vós tant desitjàveu d'estar: diuen aquí que hi ha molt bon lloc dispost per pregar a Déu".
Beatriu de Pinós personifica la important i significativa implicació de les dones del segle xv en el coneixement i divulgació de l'obra del místic i begard Ramon Llull, com a creadores i sostenidores d'espais on ensenyar, conèixer i difondre l'obra lul·liana. A la seva iniciativa es deu la fundació de l'Estudi General Lul·lià de Mallorca, origen de la futura universitat mallorquina.
A la mort de Beatriu es trobaren tres volums de Llull en la seva biblioteca: el Libre de contemplació en Déu, els Cent Noms de Déu i el Lahors de Nostra Dona, que parlen de l'interès místic de Beatriu pel pensament de Ramon Llull, de qui era una bona lectora i coneixedora. Un edifici de la Universitat de les Illes Balears duu el seu nom.

## Biografia
Beatriu de Pinós, baronessa de Milany-Vallfogona, senyora de Cartellà, nasqué el 1433 al Principat, potser al castell de Milany, a Vallfogona. Beatriu de Pinós era filla de Ramon Galceran de Pinós i Milany, senyor de la baronia de Milany (Vallgornera, vila de Vic) i la Portella d'Urgell, dels castells de Tudela i Cartellà, de la casa de Grions, de Girona; i de la casa de Palau, prop de la vila de Sant Feliu. La seva mare era Isabel de Pere Ballester. Va tenir un germà, Galceran de Pinós i una germana, Aldonça, que va morir quan era una adolescent, com així declara la mateixa Beatriu de Pinós en el seu llegat de l'any 1478 i també en el seu testament del 1484.
Les cròniques l'assenyalen com una dona de brillant intel·ligència, gran formació intel·lectual, admiradora i coneixedora del pensament i l'obra de Ramon Llull.
Beatriu de Pinós es va casar abans de 1454, als 20 anys, amb el seu cosí germà Francesc Galceran de Pinós-Fenollet i de Mur. Els pares de Francesc eren Bernat Galceran de Pinós i de Fonollet, vescomte d'Illa i Canet, i Aldonça de Mur, emparentada amb la noble casa catalana Sarriera.
Beatriu enviudà el 1475, i l'any 1478, sota la guia espiritual de l'ermità venecià Mario de Passa, llegà els seus béns i drets al municipi de Mallorca, perquè fos llegida l'art lul·liana a Randa o a Miramar; es tractava, per tant, de finançar una escola lul·liana.
Morí el 22 de novembre de 1484 a Palma, i fou enterrada a la Capella del Sagrat Cor de la Seu de Mallorca. El seu sepulcre es troba a la part baixa dels finestrals laterals del retaule de la Capella del Sagrat Cor, que també allotgen les despulles d'un altre il·lustre defensor i estudiós de Ramon Llull, Pere Joan Llobet (mort 1460).

## Les dones i l'escola lul·liana
Després de la mort de Llull, la seva doctrina va continuar guanyant deixebles, especialment entre els franciscans espirituals i l'àmbit beguí, i més endavant entre els humanistes. Bon exemple n'és la beguina Ròmia Rovira (c.1460) a la mateixa Mallorca, popularment coneguda com a Dona Auleza, que es reconeixia com a deixeble d'un mestre lul·lista. Tot i així, no existia un centre important dedicat a l'ensenyament de l'Ars lul·liana, que era més aviat cultivada en petites escoles o bé per estudiosos a títol individual, alguns d'ells vinculat a la universitat.
En enviudar, el 1475, començà la insòlita història de la baronessa Beatriu, lligada a Randa i a Llull. Beatriu de Pinós, una dona d'exquisida cultura, tenia un gran interès pel pensament i l'obra de Ramon Llull, es relacionava amb els cercles lul·listes de la ciutat de Barcelona i tenia amistat amb lul·listes prestigiosos com Pere Daguí i Pere Miquel Carbonell. En aquests cercles lul·listes barcelonins Beatriu de Pinós possiblement va conèixer l'eremita venecià Mario de Passa.
El 23 de setembre de 1478 Beatriu de Pinós endegà el primer projecte de fundar una càtedra lul·liana a la ciutat de Mallorca. Comptava amb una fortuna força considerable, que ja en el seu primer testament (1477) llegava en gran part a la Ciutat i al Regne de Mallorca per a impulsar-hi la creació d'un centre d'ensenyament lul·lista, a Randa o a Miramar, l'escola que Llull fundà per a formar missioners.
Mario de Passa, venecià begard i lul·lista, fou l'encarregat de presentar el projecte al Consell de la Ciutat i parlava aleshores de Beatriu com una dama que feia la donació "per la molta devoció que la dita noble senyora té en la ciència o art de l'egregi mestre Ramon Llull'. La donació estipulava que l'escola comptés amb tretze alumnes i un mestre. Els alumnes havien de córrer món per estendre l'Ars Lul·liana, i els més preparats havien de fer via cap a terres sarraïnes.
Sota la guia espiritual de l'ermità venecià (que vivia de feia un temps a Randa) que havia obtingut del rei el permís de rehabilitació de Randa com a centre didàctic lul·lià, Beatriu de Pinós llegà a Barcelona, davant el notari i cronista Pere Miquel Carbonell (amb qui l'uní una amistat de família), els seus béns i drets (amb certes condicions, però, les baronies de Milany i la Portella, els castells de Cartellà i Tudela i la casa aloera del Palau al Baix Llobregat) al municipi de Mallorca, perquè perpètuament fos llegida l'art lul·liana a Randa o a Miramar.
La muntanya de Randa, al bell mig de l'illa de Mallorca, havia estat el lloc elegit per Ramon Llull per a viure l'any 1273 un temps de recés, contemplació i estudi, i una cova fou el seu habitatge. A Randa s'assentaren dos membres de l'escola lul·lista de Barcelona, Joan Llobet i el mallorquí Gabriel Desclapés. El seu famós magisteri va durar poc, però va fer de Randa un lloc rellevant per a la docència lul·liana. Anys més tard, a la segona meitat del segle xv, gràcies a la voluntat de Beatriu de Pinós, la muntanya de Randa va esdevenir un lloc d'estudis de l'obra del venerat mallorquí. Beatriu s'instal·là a Randa, tot i que començaren aviat els problemes d'oposició familiar. L'octubre de 1478 la seva filla, Joana Estefania de Castro, vescomtessa d'Illa i Canet, impugnava el testament provocant que el rei Joan II, partidari en principi del projecte, suspengués la donació. Li seguí un plet que a mitjan segle xvi encara restava obert i que no es va resoldre clarament.
Malauradament, la voluntat de Beatriu no s'acomplí del tot, ja que també va haver de lluitar contra l'oposició de l'inquisidor de Mallorca, Gabriel Caselles, que, assabentat de la donació que havia signat la baronessa davant del notari Carbonell, s'oposà que l'obra de mestre Ramon seguís difonent-se a l'illa, ja que per a ell l'obra era herètica.
La pressió sobre Mario de Passa, l'escàndol fet públic del llegat de la baronessa, la persecució de l'inquisidor i el segrest de la biblioteca lul·liana, obligaren l'eremita venecià a retornar a Venècia, on va morir un any més tard, el 1479. Aquest mateix any Beatriu de Pinós s'instal·là definitivament a Randa.
Beatriu de Pinós mantingué, des de Randa, correspondència amb Pere Miquel Carbonell i la mare d'aquest, Joana Carbonell, que l'informaven del procés del plet promogut per la seva filla. Els llibres de la biblioteca lul·liana de Passa que foren segrestats, potser per deutes, varen ser adquirits posteriorment en llur major part per Beatriu, que els va restituir a la biblioteca de Randa.
L'11 de novembre de 1484, en el seu darrer testament, Beatriu cedí a la seva filla la major part dels seus béns i creà un benefici eclesiàstic en una capella del Convent de Monti-sion, a la ciutat de Mallorca, perquè fos instaurada una càtedra d'art lul·liana sota el patrocini dels jurats de Mallorca, benefici que fou origen de nou de constants litigis fins al segle xvii, però que suposà l'origen de l'Estudi General Lul·lià de Mallorca.
L'any 1485, uns mesos després de la mort de Beatriu de Pinós, els lul·listes partidaris de Pere Daguí i oposats al també lul·lista Caldentey, es traslladaren al Puig de Randa.